# Śluza Różanka
Śluza Różanka (Rosentaler Schleusse) – śluza wodna, komorowa, zlokalizowana na rzece Odrze. Śluza położona jest we Wrocławiu na osiedlu Różanka. Stanowi ona jeden z elementów stopnia wodnego nazywanego Stopniem Wodnym Różanka.

## Historia
Śluza została wybudowana w 1916 r., w ramach inwestycji z zakresu hydrotechniki polegającej na budowie nowej drogi wodnej przeprowadzonej przez miasto w ramach Wrocławskiego Węzła Wodnego, tzw. Wrocławskiego Szlaku Głównego (Północnego).

## Charakterystyka
Śluza zlokalizowana jest na Kanale Różanka. Lewy brzeg stanowi grobla rozdzielająca Kanał Różanka od kanału Starej Odry. Na prawym brzegu kanału znajduje się zabudowa osiedla Różanka. Za wałem przeciwpowodziowym przebiega Ulica Osobowicka. Tuż powyżej śluzy przerzucona jest przeprawa mostowa – Mosty Osobowickie.
Śluza ma wymiary: długość – 193,0 m, szerokość 9,6 m, głębokość na progu dolnym 4,00 m. Śluza spełnia wymagania Europejskiej klasyfikacji śródlądowych dróg wodnych żeglownych, według EKG ONZ – 1992 r. dla III klasy dróg wodnych żeglownych, natomiast dla Polskiej klasyfikacji śródlądowych dróg wodnych, spełnia wymagania stawiane IV klasie dróg wodnych. Poprzednia śluza na szklaku wodnym: Śluza Zacisze, odległość 3,92 km; następna: Śluzy Rędzin, odległość 6,49 km. Poziom wody górnej kształtowany jest na śluzie przez Jaz Różanka; normalny poziom piętrzenia wynosi 112,30 m n.p.m. Poziom wody dolnej kształtowany jest na Stopniu Wodnym Rędzin; normalny poziom wody dolnej 110,30 m n.p.m. Komora śluzy wykonana jest w konstrukcji betonowej. Ściany komory zostały oblicowane cegłą. Zamknięcie górne komory – segmentowe, zamknięcie dolne – wrota wsporne. W głowie dolnej zastosowano krótkie kanały obiegowe z zamknięciami segmentowymi.
Niecodziennym rozwiązaniem technicznym zastosowanym na tej śluzie jest zamknięcie górne komory: jest to stalowy segment wahadłowy, o żebrowych elementach nośnych, nitowany, obracany na łożyskach ślizgowych. Posiada on żeliwne przeciwwagi zamocowane na kratowych wysięgnikach. Segment napędzany jest jednostronnie za pomocą wycinka koła zębatego o średnicy około 4 m. Koło zębate napędzane jest za pomocą wału z maszynowni, która mieści się w niewielkim, dwukondygnacyjnym budynku przy śluzie. Wał napędzany jest silnikiem elektrycznym, za pośrednictwem odpowiednio dobranego układu przekładni.
Przy śluzie oprócz budynku maszynowni znajduje się drugi, bliźniaczy budynek sterowni oraz budynek administracyjny przy ul. Osobowickiej 2.